# Élections législatives suédoises de 2026
Les élections législatives suédoises de 2026 se déroulent le 13 septembre 2026 afin de renouveler pour quatre ans les 349 membres du parlement monocaméral suédois, le Riksdag. Des élections municipales et régionales ont lieu simultanément.

## Système électoral

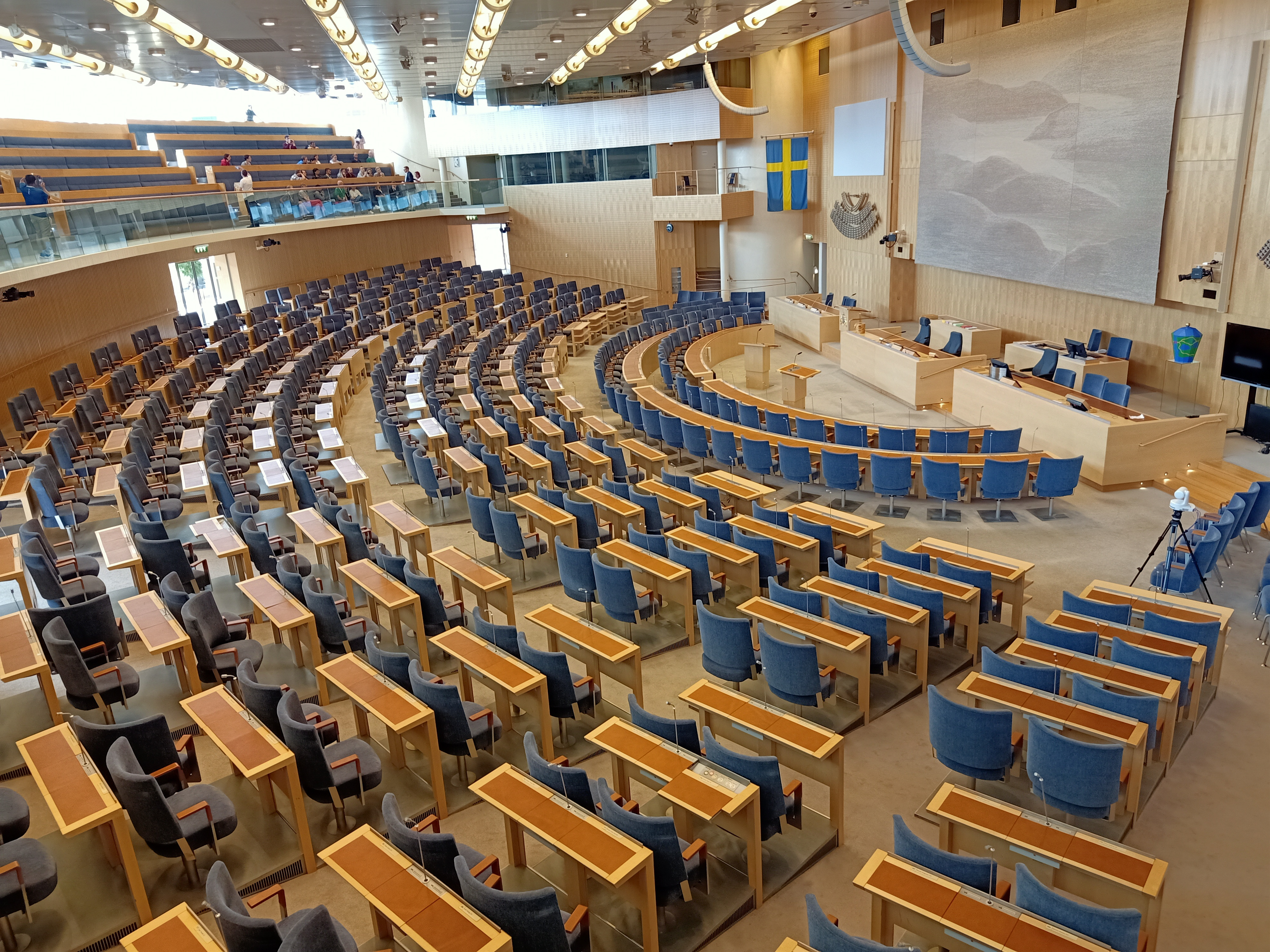
Intérieur du Riskdag

Le Riksdag est composé de 349 sièges pourvus pour quatre ans au scrutin proportionnel plurinominal. La Suède possède la particularité d'avoir des élections à dates fixes combinées à un régime parlementaire dans lequel des élections anticipées peuvent être convoquées. Dans ce dernier cas, la législature nouvellement élue ne l'est que pour le restant du mandat de quatre ans entamé par la législature précédente. Des élections législatives sont par conséquent organisées quoi qu'il arrive le second dimanche du mois de septembre à intervalles de quatre ans, en même temps que les élections municipales et régionales.
Sur ce total, 310 sièges sont à pourvoir dans 29 circonscriptions dont la taille varie de 2 à 34 sièges en fonction de la population. Les listes de parti sont ouvertes, les électeurs ayant la possibilité de voter de manière préférentielle pour l'un des candidats de la liste du parti. Après le dépouillement du scrutin, les sièges sont répartis selon une version modifiée de la méthode de Sainte-Laguë entre les partis qui ont atteint le seuil électoral de 4 % des suffrages exprimés au niveau national. Les partis qui atteignent le pourcentage de 12 % des suffrages exprimés dans une seule circonscription peuvent encore obtenir des sièges, mais uniquement dans cette circonscription,.

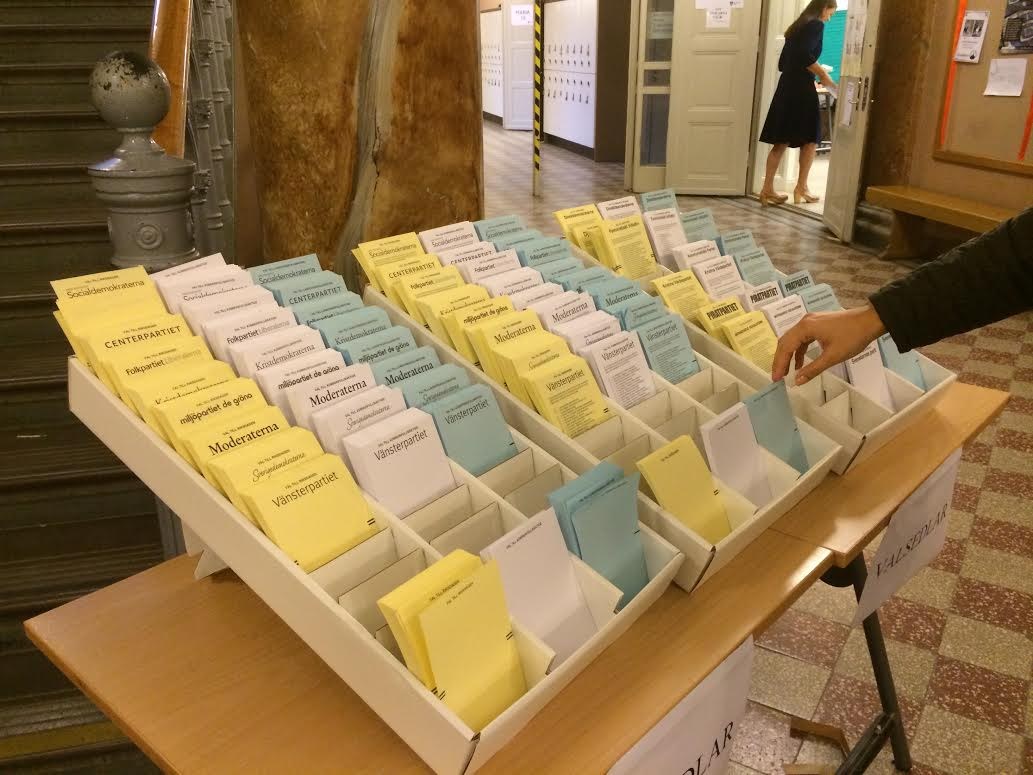
Bulletins de vote utilisés.

Les 39 sièges restants, dits compensatoires, sont attribués aux différents partis dont le cumul des voix obtenues dans les circonscriptions dépasse le seuil de 4 % des suffrages exprimés au niveau national, afin de rapprocher le plus possible la répartition finale des sièges de celle des suffrages exprimés,.
Autorisé depuis 1988, le vote préférentiel permet à un candidat d'être prioritaire dans la répartition des sièges obtenus par son parti si ses votes préférentiels atteignent au moins 8 % du total des suffrages obtenus par ce parti dans sa circonscription,. Un seul vote préférentiel est autorisé. Les bulletins en comportant davantage sont toujours valides, mais leurs votes préférentiels ne sont pas pris en compte. Le taux d'électeurs ayant recours à un vote préférentiel varie grandement d'un scrutin à un autre. Il était ainsi de 26 % en 2002 aux législatives, contre 59 % en 2004 aux européennes.
Les électeurs ont à leur disposition trois types de bulletin de vote : soit un bulletin ne comportant que le nom d'un parti, soit un bulletin comportant également la liste de tous les candidats présentés par ce parti dans la circonscription, permettant d'effectuer un vote préférentiel en cochant une case près d'un nom, soit un bulletin vide où l'électeur peut écrire lui-même le nom d'un parti. Les bulletins des différents scrutins organisés simultanément sont identifiables par leurs couleurs : jaunes pour les législatives, bleu pour les régionales et blanc pour les municipales.
Les élections sont précédées d'une période de dix-huit jours au cours de laquelle peut être fait recours à un vote anticipé. Toutes les municipalités doivent obligatoirement ouvrir au moins un bureau de vote à cet effet, également ouvert le jour des élections proprement dites. La loi électorale autorise également le vote par procuration tandis que les Suédois résidant à l'étranger peuvent avoir recours à un vote postal. Dans ce dernier cas comme dans celui d'un vote anticipé, l'électeur peut malgré tout voter en personne s'il change d'avis, auquel cas son précédent vote est invalidé.

### Résumé graphique

## Forces en présence
| Parti | Parti                                   | Chef de file                  | Idéologie                                                                                   | Résultats en 2022  |
| ----- | --------------------------------------- | ----------------------------- | ------------------------------------------------------------------------------------------- | ------------------ |
|       | Parti social-démocrate (S)              | Magdalena Andersson           | Centre gauche à gauche Social-démocratie                                                    | 30,33 % 107 sièges |
|       | Démocrates de Suède (SD)                | Jimmie Åkesson                | Droite à extrême droite National-conservatisme, opposition à l'immigration, euroscepticisme | 20,54 % 73 sièges  |
|       | Modérés (M)                             | Ulf Kristersson               | Droite Libéral-conservatisme, libéralisme économique                                        | 19,10 % 68 sièges  |
|       | Parti de gauche (V)                     | Nooshi Dadgostar              | Gauche Socialisme démocratique, féminisme, euroscepticisme                                  | 6,75 % 24 sièges   |
|       | Parti du centre (C)                     | Anna-Karin Hatt               | Centre Social-libéralisme, humanisme, agrarisme                                             | 6,71 % 24 sièges   |
|       | Chrétiens-démocrates (KD)               | Ebba Busch                    | Centre droit Démocratie chrétienne, conservatisme social                                    | 5,34 % 19 sièges   |
|       | Parti de l'environnement Les Verts (MP) | Amanda Lind et Daniel Helldén | Centre gauche Écologisme, euroscepticisme                                                   | 5,08 % 18 sièges   |
|       | Les Libéraux (L)                        | Simona Mohamsson              | Centre droit Social-libéralisme, europhilie                                                 | 4,61 % 16 sièges   |

## Résultats
| Parti                     | Parti                                   | Votes | %   | +/− | Sièges | +/−           |
| ------------------------- | --------------------------------------- | ----- | --- | --- | ------ | ------------- |
|                           | Parti social-démocrate (S)              |       |     |     |        |               |
|                           | Démocrates de Suède (SD)                |       |     |     |        |               |
|                           | Modérés (M)                             |       |     |     |        |               |
|                           | Parti de gauche (V)                     |       |     |     |        |               |
|                           | Parti du centre (C)                     |       |     |     |        |               |
|                           | Chrétiens-démocrates (KD)               |       |     |     |        |               |
|                           | Parti de l'environnement Les Verts (MP) |       |     |     |        |               |
|                           | Les Libéraux (L)                        |       |     |     |        |               |
|                           | Parti de la Nuance (PNy)                |       |     |     |        |               |
|                           | Alternative pour la Suède (AfS)         |       |     |     |        |               |
|                           | Coalition citoyenne (MED)               |       |     |     |        |               |
|                           | Parti pirate (PP)                       |       |     |     |        |               |
|                           | Autres partis                           |       |     | –   |        |               |
|                           |                                         |       |     |     |        |               |
| Votes valides             |                                         |       |     |     |        |               |
| Votes blancs et invalides |                                         |       |     |     |        |               |
| Total                     | Total                                   |       | 100 | –   | 349    | en stagnation |
| Abstentions               |                                         |       |     |     |        |               |
| Inscrits / participation  |                                         |       |     |     |        |               |